# کتاب مقدس کشف‌شده
کتاب مقدس کشف شده: چشم‌انداز جدید باستان‌شناسی از اسرائیل باستان و منشأ متون مقدس آن (انگلیسی: The Bible Unearthed) کتابی از اسرائیل فینکلشتاین، استاد باستان‌شناسی در دانشگاه تل آویو و نیل اشر سیلبرمن باستان‌شناس، مورخ و سردبیر مجله باستان‌شناسی منتشر شده در سال ۲۰۰۱ میلادی توسط سیمون و شوستر است و در سال ۲۰۰۲ تجدید چاپ شد، در مورد باستان‌شناسی سرزمین اسرائیل و رابطه آن با خاستگاه و محتوای عبری کتاب مقدس بحث می‌کند.
فینکلشتاین و سیلبرمن معتقدند که تألیف کتاب مقدس در عصر آهن، قرن‌ها پس از وقایع اسطوره اصلی اسرائیل پدرسالاران (انجیل) و خروج بنی‌اسرائیل از مصر آغاز شد. آنها استدلال می‌کنند که آیات متعددی از کتاب مقدس با سوابق باستان‌شناسی عصر برنز و عصر آهن در سرزمین اسرائیل در تضاد است، و این متن منعکس کننده یک سوگیری نویسنده نسبت به پادشاهی یهودا به هزینه پادشاهی شمالی اسرائیل است. آنها همچنین باورپذیری تاریخی پادشاهی اسرائیل (پادشاهی متحد) را که داوود و سلیمان از اورشلیم در قرن دهم پیش از میلاد در آن حکومت می‌کردند را رد می‌کنند، در عوض این روایت را به عنوان یک ساختار ایدئولوژیک معرفی می‌کنند که توسط پادشاهان متأخر یهودایی مانند حزقیا و یوشیا ترویج شده‌است. این کتاب به دلیل بازسازی تاریخ اسرائیل باستان مورد ستایش و انتقاد محققان کتاب مقدس قرار گرفت.

## روش‌شناسی
روش بکار گرفته شده توسط نویسندگان روش تاریخی-انتقادی با تأکید بر باستان‌شناسی است. نویسندگان با نوشتن در وب‌سایت «انجیل و تفسیر» رویکرد خود را چنین توصیف می‌کنند که کتاب مقدس یکی از مهم‌ترین مصنوعات و دستاوردهای فرهنگی است. استدلال اصلی آنها این است که:
| « | ... تحلیل باستان‌شناسی از روایت‌های پدرسالار، فتح، کتاب داوران و پادشاهی اسرائیل (پادشاهی متحد) [نشان می‌دهد] که در حالی که هیچ مدرک باستان‌شناسی قانع کننده ای برای هیچ‌یک از آنها وجود ندارد، شواهد باستان‌شناسی واضحی وجود دارد که خود داستان‌ها را در زمینه اواخر قرن هفتم قبل از میلاد قرار می‌دهد. | » |

بر اساس این شواهد آنها عنوان می‌کنند،
... ازسازی باستان‌شناختی تاریخ‌های متمایز پادشاهی‌های پادشاهی شمالی اسرائیل و پادشاهی یهودا، که تاریخ عمدتاً نادیده گرفته شده عمریان را برجسته می‌کند و تلاش می‌کند نشان دهد که چگونه تأثیر امپریالیسم امپراتوری آشور در منطقه زنجیره‌ای از وقایع را به حرکت درآورد که در نهایت پادشاهی فقیرتر، دورافتاده‌تر و محافظه‌کار مذهبی‌تر یهودا را به مرکز دیرهنگام امیدهای فرقه‌ای و ملی اسرائیل تبدیل شد.
همان‌طور که توسط یک بازبینی در سلان رویکرد و نتیجه‌گیری کتاب مقدس کشف شده به خصوص جدید نیست. زئیو هرتزوگ، استاد باستان‌شناسی در دانشگاه تل آویو، در سال ۱۹۹۹ یک داستان جلدی برای «هاآرتس» نوشت که در آن به نتایج مشابهی با پیروی از روش‌شناسی مشابه رسید. هرتزوگ همچنین خاطرنشان کرد که برخی از این یافته‌ها برای سال‌ها و حتی دهه‌ها مورد قبول اکثریت محققان کتاب مقدس و باستان‌شناسان قرار گرفته‌اند، هرچند که اخیراً شروع به ایجاد ضربه‌ای در آگاهی عموم کرده‌اند.

## محتوا

مصر در قرن پانزدهم قبل از میلاد، زمان خروج بنی‌اسرائیل از مصر و فتح کنعان همان‌طور که در کتاب یوشع بر اساس گاهشماری کتاب مقدس شرح داده شده‌است. همان‌طور که نقشه نشان می‌دهد، کنعان در آن زمان توسط مصر اشغال شده بود، واقعیتی که کتاب مقدس ثبت نکرده‌است.

این کتاب واقعیت و افسانه را متمایز می‌کند، نویسندگان فینکلشتاین و سیلبرمن از اکتشافات باستان‌شناسی قابل توجهی برای ارائه اطلاعات تاریخی دربارهٔ اسرائیل کتاب مقدس و همسایگانش استفاده می‌کنند. در این کار آنها از تحقیقات باستان‌شناسی اخیر استفاده می‌کنند تا تصویر اسرائیل باستان و همسایگانش را به‌طور چشمگیری بازبینی کنند. آنها استدلال می‌کنند که شواهد مهم (یا فقدان شواهد گویا) در حفاری‌ها در اسرائیل، مصر، اردن و لبنان نشان می‌دهد که بسیاری از مشهورترین داستان‌های کتاب مقدس - سرگردانی پدرسالاران، خروج از مصر، فتح یوشع کنعان، و امپراتوری وسیع داوود و سلیمان - به جای حقایق تاریخی واقعی، منعکس کننده دنیای نویسندگان بعدی است.
باستان‌شناسی اولیه کتاب مقدس با این پیش‌فرض انجام می‌شد که کتاب مقدس باید درست باشد، یافته‌هایی که فقط به‌عنوان تصویری برای روایت کتاب مقدس در نظر گرفته می‌شوند و شواهدی را برای مطابقت با کتاب مقدس تفسیر می‌کنند. برخی از باستان‌شناسان مانند ایلات مزار به این رویکرد کتاب مقدس و بیل ادامه می‌دهند، یا مانند مجله کتاب مقدس و بیل تلاش می‌کنند باستان‌شناسی را ابزاری برای اثبات صحت کتاب مقدس بدانند اما از دهه ۱۹۷۰ اکثر باستان‌شناسان در عوض شروع به تفسیر شواهد تنها در پرتو باستان‌شناسی دیگر کرده‌اند و کتاب مقدس را به‌عنوان یک مصنوع و نه به‌عنوان یک حقیقت بی‌چون و چرا مورد بررسی قرار می‌دهند و تلقی می‌کنند. این رویکرد منجر به نتایجی هم به نفع و هم علیه تاریخی بودن عهد عتیق شده‌است.

### اجداد و ناسازگاری زمانی
کتاب مقدس کشف شده با توجه به آنچه که «مقدمه» کتاب مقدس - سفر پیدایش - و رابطه آن با شواهد باستان‌شناسی برای زمینه‌ای که روایات آن در آن قرار گرفته‌اند، آغاز می‌شود. اکتشافات باستان‌شناسی در مورد جامعه و فرهنگ در خاور نزدیک باستان نویسندگان را وادار می‌کند تا به تعدادی نابهنگام اشاره کنند، که نشان می‌دهد این روایات در واقع در قرون ۹ تا ۷ قبل از میلاد بوده‌است:
- آرامی‌ها مکرراً در کتاب مقدس ذکر شده‌اند، اما هیچ متن باستانی تا حدود سال ۱۱۰۰ قبل از میلاد به آنها اشاره نکرده‌است. آنها تنها پس از قرن نهم قبل از میلاد بر مرزهای شمالی اسرائیل تسلط یافتند.[۷]
- متن منشأ اولیه پادشاهی همسایه پادشاهی ادوم را توصیف می‌کند، اما سوابق امپراتوری آشور نشان می‌دهد که ادوم تنها پس از فتح این منطقه توسط آشور در اواخر قرن هشتم قبل از میلاد به وجود آمد. قبل از آن، این منطقه بدون پادشاهان فعال بود، یک دولت متمایز نبود، و شواهد باستان‌شناسی نشان می‌دهد که این قلمرو فقط جمعیت کمی داشته‌است.[۸]
- داستان یوسف به بازرگانانی اشاره دارد که با شتر «سقز (فراورده گیاهی)، مرهم گیلیاد و مرکی» را حمل می‌کنند. که تا پیش از هزاره اول بعید است، چنین فعالیتی انجام شده باشد تنها در قرن‌های ۸–۷ قبل از میلاد این تجارت رایج شد، زمانی که هژمونی آشوری این تجارت عربی را قادر ساخت تا به یک صنعت بزرگ شکوفا شود.[۹] کاوش‌های اخیر در دره تیمنا اولین استخوان‌های شتر اهلی یافت شده در اسرائیل یا حتی خارج از شبه جزیره عربستان را کشف کردند که قدمت آن به حدود ۹۳۰ پیش از میلاد می‌رسد. این به عنوان شاهدی بر این است که داستان‌های ابراهیم، یوسف، یعقوب و عیسو پس از این زمان نوشته شده‌است.[۱۰][۱۱]
- سرزمین گشن نامی دارد که از گروهی عربی گرفته شده‌است که تنها در قرن ششم و پنجم بر دلتای نیل تسلط داشتند،[۱۲] این نام به عنوان مکان و دوره خروج در سفر پیدایش پیدایش 45:9–10) آورده شده‌است، و زمان خروج را ناسازگار و تقریباً یک هزاره پس از آنچه که در جدول زمانی کتاب مقدس ذکر شده قرار می‌دهد. ترس از تهاجم فرعون مصری به تصویر کشیده شده‌است، اگرچه از نظر زمانی قلمرو مصر تا قسمت‌های شمالی کنعان کشیده شده بود که در نتیجه تهدید اصلی آن از شمال در قرن هفتم بود.[۱۳]

این کتاب بیان می‌کند که با فرضیه مستند مطابقت دارد، که در آن تصحیح متون استدلال می‌کند که بیشتر تورات بین قرن‌های هشتم و ششم نوشته شده‌است. اگرچه نتایج باستان‌شناسی و سوابق آشوری نشان می‌دهد که پادشاهی شمالی اسرائیل بزرگ‌تر از این دو بوده‌است، اما این پادشاهی یهودا است که توسط «سفر پیدایش» برجستگی بیشتری پیدا کرده‌است. روایات آنها بیشتر از شخصیت‌ها و مکان‌هایی از پادشاهی شمالی اسرائیل بر ابراهیم، اورشلیم، یهودا (پدرسالار) و الخلیل متمرکز است. «کتاب مقدس کشف شده» این برتری متن منبع جی را به عنوان تلاشی برای استفاده از فرصتی که با نابودی اسرائیل در سال ۷۲۰ پیش از میلاد فراهم شد، توضیح می‌دهد تا پادشاهی یهودا را به‌عنوان یک قوم مجرد که (همیشه) دارای اولویت بودند، به تصویر بکشد.

### حزقیا و انحصارطلبی
به نظر می‌رسد کتاب پادشاهان، همان‌طور که امروز وجود دارد، نشان می‌دهد که دین اسرائیل و یهودا  در درجه اول توحیدی بوده‌است با یک یا دو پادشاه سرکش (مانند عمریان) که سعی در معرفی شرک دین کنعانی داشتند، مردم گهگاه به این «ارتداد» از توحید می‌پیوندند، اما مطالعه دقیق و سوابق باستان‌شناسی نشان می‌دهد که برعکس این موضوع صادق بوده‌است. بقایای عصر آهن نشان می‌دهد که در زمان تنظیم کتاب پادشاهان، قربانی‌ها در زیارتگاه‌های بالای تپه‌ها (که در کتاب مقدس «مکان‌های مرتفع» نامیده می‌شود) ادامه می‌یابد)، بخور و آب‌نوشی در سرتاسر زمین تقدیم می‌شد، و مجسمه‌های گلی خدایان هنوز در خانه‌ها در همه جای زمین به عنوان خدایان خانگی استفاده می‌شد. در کتیبه‌هایی از «محل قرن هشتم کونتیلت آجرود در شمال شرقی سینا» و همچنین «در کتیبه‌ای متعلق به اواخر سلطنت از شفله یهودا»، حتی به نظر می‌رسد که به «الهه اشیره به عنوان همسر یهوه» اشاره دارد.

### یوشیا و تولد کتاب مقدس
همان‌طور که در کتاب پادشاهان ثبت شده‌است، نوه مناسه (پادشاه یهودا)، یوشیا بلافاصله پس از پادشاه شدن، اصلاحات مذهبی بزرگی را به اجرا گذاشت. او دستور داد تا معبد اورشلیم را بازسازی کنند، که طی آن کاهن اعظم (یهودیت) «طوماری از شریعت» را پیدا کردند که بر توحید با قربانی متمرکز در یک معبد واحد – یعنی در اورشلیم – اصرار داشت.
در سال ۵۳۹ قبل از میلاد، شاهنشاهی هخامنشیها بابل را فتح کردند و طبق دیدگاه مزدیسنا خود به مردم تبعید شده توسط بابلی‌ها اجازه بازگشت دادند. این را استوانه کوروش توصیف می‌کند، که همچنین نشان می‌دهد که ایرانیان معابد را در این سرزمین‌های فتح شده تعمیر کرده‌اند و هر گونه آثار مقدس را به آنها بازمی‌گردانند. با توجه به سوابق باستان‌شناسی، بیش از ۲۵٪ از جمعیت در واقع تبعید شده بودند؛ با توجه به کتاب عزرا و متن موازی آن در اسدراس، هنگامی که تبعید شدگان شروع به بازگشت کردند، رهبر آنها - زروبابل - از اجازه دادن به بنی اسرائیل تبعید نشده برای کمک در بازسازی معبد اورشلیم خودداری کرد. ظاهراً معتقد بودند که فقط تبعید شدگان سابق حق تعیین عقاید و اعمالی را دارند که می‌تواند به عنوان ارتدکس به حساب آید. اگرچه اکثریت تبعید نشده سپس سعی کردند بازسازی را متوقف کنند، داریوش بزرگ، پادشاه جدید هخامنشی، در نهایت اجازه داد تا این بازسازی ادامه یابد.
درگیری بین یهودیانی که بعد از اسارت از بابل برگشتند و کسانی که همیشه در پادشاهی یهودا بودند، آشکارا نیاز به حل و فصل داشت. این دو گروه باید دوباره ادغام می‌شدند. فینکلشتاین و سیلبرمن استدلال می‌کنند که قانون تثنیه توسط بخش‌هایی از نخبگان تبعید شده (اجداد عودت‌شدگان) ارائه شد، و قوانین و افسانه‌های یهودیانی که به تبعید نرفته بودند، با هم در یک تورات ادغام شدند تا بتواند یک قدرت مرکزی را تشکیل دهد که بتواند جمعیت را متحد کند. اردشیر یکم (هخامنشی)، نوه داریوش، به پیروی از قوانین الهی که عزرا در دست داشت، عزرا را مأمور کرد تا اداره استان یهودا را به دست گیرد؛ کتاب مقدس کشف شده نظر می‌دهد که دانشگاهیان مانند ریچارد الیوت فریدمن پیشنهاد می‌کنند که عزرا خود فرضیه مستند بوده‌است، با اشاره به اینکه کتاب مقدس او را به عنوان «کاتب قانون خدای بهشت» معرفی می‌کند.

## کتابشناسی
- Finkelstein, Israel; Silberman, Neil Asher, The Bible Unearthed: Archaeology's New Vision of Ancient Israel and the Origin of Its Sacred Texts. Simon & Schuster, 2002 شابک ‎۰−۶۸۴−۸۶۹۱۲−۸ at Internet Archive